# جمهوری چهارم کره
جمهوری چهارم کره (کره‌ای: 제۴공화국; هانجا: 第四共和國; لاتین‌نویسی اصلاح‌شده: Je-sa Gonghwaguk) دولت کره جنوبی از نوامبر ۱۹۷۲ تا مارس ۱۹۸۱ بود.
جمهوری چهارم با تصویب قانون اساسی یوسین دررفراندوم قانون اساسی ۱۹۷۲، با رسمیت دادن به اختیارات  دفاکتو و دیکتاتوری که توسط رئیس‌جمهور صورت گرفت، تأسیس شد. پارک چونگ هی آن را جانشین جمهوری سوم کرد.
پارک و حزب جمهوریخواه دموکراتیک کره جنوبی تحت سیستم سانترالیسم و اقتدارگرایی یوسین حکومت می‌کرد تا زمانی که پارک چونگ هی در ۲۶ اکتبر ۱۹۷۹ ترور شد و جمهوری چهارم وارد دوره ای از ناپایداری سیاسی تحت ریاست جمهوری اسمی چوی کیوها و تحت حکومت نظامی پس از مرگ پارک قرار گرفت.
چوی در دسامبر سال ۱۹۷۹ توسط چون دوو هووان درکودتای دوازدهم دسامبر سرنگون شد و وارد جنگ مسلحانه با جنبش دموکراتیزاسیون گوانگجو را علیه حکومت نظامی آغاز شد.
چون با کودتای هفدهم ماه مه که در ماه مه سال ۱۹۸۰ انجام داد، دیکتاتوری نظامی را تحت شورای ملی اتحاد دوباره و با انحلال  مجلس ملی ایجاد کرد. رئیس‌جمهور توسط شورا در  انتخابات ریاست جمهوری ۱۹۸۰ انتخاب شد. جمهوری چهارم با تصویب قانون اساسی جدید در مارس ۱۹۸۱ منحل شد و با جمهوری پنجم کره جایگزین شد.

## منایع
- Cumings, Bruce (1997). Korea's place in the sun. New York: W.W. Norton. ISBN 0-393-31681-5.
- Lee, Ki-baek, tr. by E.W. Wagner & E.J. Shultz (1984). A new history of Korea (rev. ed.). Seoul: Ilchogak. ISBN 89-337-0204-0.{{cite book}}:  نگهداری یادکرد:نام‌های متعدد:فهرست نویسندگان (link)
- Nahm, Andrew C. (1996). Korea: A history of the Korean people (2nd ed.). Seoul: Hollym. ISBN 1-56591-070-2.
- Yang, Sung Chul (1999). The North and South Korean political systems: A comparative analysis (rev. ed.). Seoul: Hollym. ISBN 1-56591-105-9.
- Yonhap News Agency (2004). Korea Annual 2004. Seoul: Author. ISBN 89-7433-070-9.